# Andrzej Jacek Nowakowski

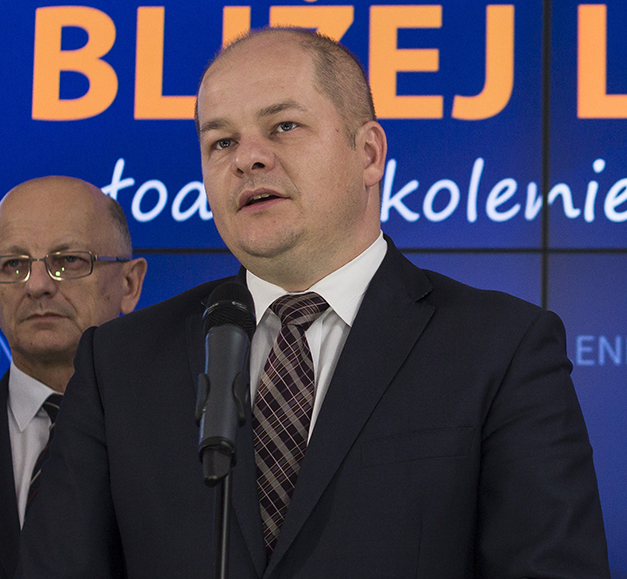
Andrzej Nowakowski (2014).

Andrzej Jacek Nowakowski (* 23. Oktober 1971 in Sierpc) ist ein polnischer Politiker der Platforma Obywatelska (Bürgerplattform) und seit Dezember 2010 Stadtpräsident von Płock.
Andrzej Nowakowski schloss 1990 das allgemeinbildende Lizeum „Władysław Jagiełło“ in Płock ab und studierte anschließend an der Nikolaus-Kopernikus-Universität Thorn. Sein Studium beendete er mit einem Magister in Polonistik. Nach seinem Studium kehrte er als Lehrer an das Gymnasium zurück.
Von 2002 bis 2007 war Nowakowski Stadtratsmitglied von Płock. Er war Mitglied der Unia Polityki Realnej, 2005/2006 wechselte er zur Bürgerplattform. 2006 kandidierte er erfolglos um das Amt des Stadtpräsidenten Płocks. Bei den vorgezogenen Parlamentswahlen 2007 konnte er mit 11.608 Stimmen im Wahlkreis 16 Płock ein Mandat für den Sejm erringen. Dort war er in den Ausschüssen für Tourismus und EU-Angelegenheiten tätig. 2010 trat er erneut zur Wahl des Präsidenten der Stadt Płock an. Bei der Stichwahl gegen den amtierenden Stadtpräsidenten Mirosław Milewski konnte er sich mit 52,34 Prozent der Stimmen durchsetzen. Daher legte er zum 7. Dezember 2010 sein Parlamentsmandat nieder und wurde am 13. Dezember 2010 als Stadtoberhaupt vereidigt. Nachdem er bereits 2014 im ersten Wahlgang wiedergewählt worden war, setzte er sich bei der turnusgemäßen Neuwahl im Oktober 2018 ebenfalls im ersten Wahlgang mit 60,7 % der Stimmen gegen die PiS-Kandidatin Wioletta Kulpa, die 29,2 % der Stimmen errang, und zwei weitere Kandidaten durch. Auch bei den Selbstverwaltungswahlen 2024 gelang ihm mit 52,5 % der Stimmen die Wiederwahl gegen den PiS-Kandidaten Piotr Uźdicki, der 25,5 % der Stimmen erhielt, und drei weitere Mitbewerber bereits im ersten Wahlgang.
Andrzej Nowakowski ist verheiratet und hat drei Kinder.